# الرمن (دهانه)
الرمن یک دهانه برخوردی در ماه‌ است.